# Ali Kemal Bey
Ali Kemal Bey (ur. 1867, zm. 6 listopada 1922) – turecki liberalny polityk, minister spraw wewnętrznych w rządzie wielkiego wezyra Imperium osmańskiego Damada Ferida Paszy. Przeciwnik nacjonalistycznego ruchu młodoturków, którzy przyczynili się do jego porwania i śmierci.
Jego prawnukiem jest były premier Zjednoczonego Królestwa Wielkiej Brytanii i Irlandii Północnej Boris Johnson.